# ヨシネズミ
ヨシネズミ（Thryonomys swinderianus）は、齧歯目ヨシネズミ科ヨシネズミ属に分類される齧歯類。

## 分布
サハラ砂漠以南および南西部を除くアフリカ大陸

## 形態
体長35 - 61センチメートル。尾長6.5 - 26センチメートル。体重オス4.5キログラム、メス3.5キログラム。背面は黄褐色で、腹面は淡灰色。

## 生態
河川や沼地の周辺などの水辺に生息する。キリマンジャロでは標高1,800メートルでも発見例がある。夜行性。水中を泳いだり潜ることも多い。
主に草本や植物の茎を食べるが、樹皮、落果などを食べることもある。
繁殖様式は胎生。妊娠期間は137 - 172日。生後1年で性成熟する。飼育下では4年4か月の生存例がある。

## 人間との関わり
食用とされる。アフリカでは食糧不足解消のために本種の飼養・研究が試みられている。
キャッサバ・サトウキビ・トウモロコシなどの農作物を食害する害獣とみなされることもある。

## 画像

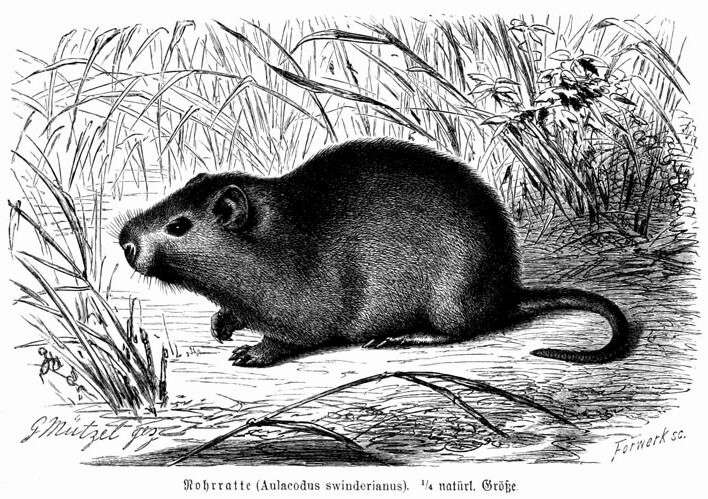
イラスト
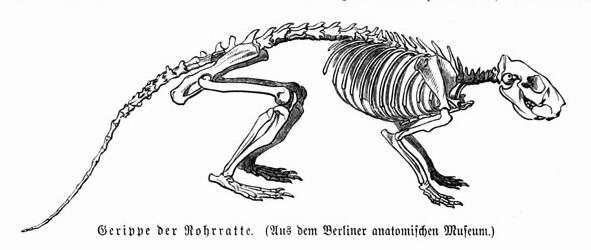
骨格イラスト